# Róbert Demjan
Róbert Demjan (Levoča, 26 ottobre 1982) è un calciatore slovacco, attaccante del Vapec Horna Poruba.

## Carriera

### Club
Nel 2004 viene acquistato dal Matador Púchov, società che milita massima divisione slovacca. Qui sigla 8 reti in 60 incontri e nel 2006 passa ai cechi del Viktoria Žižkov, coi quali gioca e vince il campionato di seconda divisione ceca. In prima divisione gioca pochi incontri, venendo inserito nella seconda squadra. Nel 2010 si trasferisce a Bielsko-Biała per giocare con la divisa del Podbeskidzie: in Polonia viene schierato titolare e al primo anno la società è promossa in Ekstraklasa. Nel 2011-2012 rimane titolare segnando 6 reti in 30 incontri e nella stagione seguente conquista il titolo di miglior marcatore del torneo realizzando 14 gol. Dopo aver totalizzato 29 reti in 90 presenze passa ai belgi del Waasland-Beveren, in Pro League.

## Palmarès

### Club
- Druhá liga: 1

Viktoria Žižkov: 2006-2007

### Individuale
- Capocannoniere dell'Ekstraklasa: 1

2012-2013 (14 gol)